# Казе Фурлан (Падова)
Казе Фурлан је насеље у Италији у округу Падова, региону Венето.
Према процени из 2011. у насељу је живело 32 становника. Насеље се налази на надморској висини од 10 м.